# آشپز نوبوناگا
آشپز نوبوناگا (به ژاپنی: 信長のシェフ Nobunaga no Shefu) نام یک سری مانگای ژاپنی است که توسط موتسورا نیشیمورا نوشته شده و توسط تاکورو کاجیکاوا به تصویر کشیده شده است. همچنین در ژانویه ۲۰۱۳ از این مانگا به یک مجموعه تلویزیونی درام ژاپنی اقتباس شده است.